# Tartarus Montes
I Tartarus Montes sono una formazione geologica della superficie di Marte.
Prendono il nome dal Tartaro, la prigione sotterranea di mostri e titani nella mitologia greca.